# Cheiloneurella indica
Cheiloneurella indica is een vliesvleugelig insect uit de familie Encyrtidae. De wetenschappelijke naam is voor het eerst geldig gepubliceerd in 2005 door Singh & Hayat.